# Kula (kanton hercegowińsko-neretwiański)
Kula – wieś w Bośni i Hercegowinie, w Federacji Bośni i Hercegowiny, w kantonie hercegowińsko-neretwiańskim, w gminie Konjic. W 2013 roku pozostawała niezamieszkana.